# CCTV-2
CCTV-2 est la seconde chaîne de télévision nationale de la République populaire de Chine. Elle appartient au réseau de la Télévision centrale de Chine (en mandarin 中国中央电视台, en anglais CCTV pour China Central Television), une société dépendante du Conseil d'État de la République populaire de Chine, l'une des principales instances gouvernementales du pays. 
Apparue sur les ondes dans le courant des années 70, cette chaîne, à l'origine généraliste, s'est muée en chaîne thématique à vocation économique. Sa programmation inclut des émissions telles que 第一时间 (First focus) ou 全球资讯榜 (Global information).